# Marzena Wojciechowska
Marzena Wojciechowska – polski biolog molekularny, pracownik naukowy Instytutu Chemii Bioorganicznej PAN, gdzie kieruje Zakładem Chorób Rzadkich. Specjalizuje się w cytogenetyce, cytologii roślin, biologii molekularnej, biologii komórkowej oraz genetyce molekularnej.

## Życiorys
W 2001 r. na Wydziale Biologii i Nauk o Ziemi Uniwersytetu Łódzkiego obroniła rozprawę doktorską pt. Zmiany towarzyszące rozwojowi i degradacji bielma podczas dojrzewania nasion Echinocystis lobata, wykonaną pod kierunkiem prof. Marii Olszewskiej. Stopień doktora habilitowanego nauk biologicznych uzyskała w 2016 r. na Wydziale Biologii UAM na podstawie pracy pt. Elementy patomechanizmów i podejścia terapeutyczne w chorobach neurodegeneracyjnych człowieka wywołanych ekspansjami sekwencji mikrosatelitarnych.

## Projekty badawcze
Kierowane projekty badacze finansowane przez Narodowe Centrum Nauki:
- Wyjaśnienie mechanizmu działania małocząsteczkowych inhibitorów kinaz w łagodzeniu patomechanizmu dystrofii miotonicznej typu pierwszego (DM1) (OPUS 7, 2015–2019)
- Wyjaśnienie molekularnych przyczyn i skutków podwyższonego poziomu ekspresji kolistych RNA w dystrofii mięśniowej typu pierwszego (DM1) (OPUS 17, od 2020)
- Wysokoprzepustowe testy przesiewowe w celu wyselekcjonowania niskocząsteczkowych związków chemicznych osłabiających patogenezę dystrofii miotonicznej typu drugiego (DM2) (OPUS 20, od 2021)
- Niekanoniczny splicing pre-mRNA jest zaangażowany w edytowanie zmutowanego allelu CNBP w dystrofii mięśniowej typu drugiego (DM2) (PRELUDIUM BIS 3, od 2022)